# 芝津村
芝津村（しばつむら）は、福岡県企救郡にあった村。現在の北九州市小倉南区の一部にあたる。

## 地理
貫山麓に位置していた。

## 歴史

### 沿革
- 1889年（明治22年）4月1日 - 企救郡貫村、長野村、津田村が合併して村制施行し、芝津村が設立[1][2]。
- 1907年（明治40年）6月1日 - 企救郡霧岳村、曽根村、朽網村と合併し曽根村を新設して廃止された[1][2]。

### 地名の由来
貫山の別名、芝津山にちなむ。